# كوريغالزو الثاني
كوريغالزو الثاني وهو ملك كاشي على بابل وهو الملك 22 لسلالة بابل الثالثة حكم من 1332-1308 ق م، ذكر أن بورنا بورياش الثاني كان والده إلا أنه ظهر إسمين لملكين تولا الحكم قبله وهم كارا هارداش ونازي بوغاش، فترة حكمه إتسمت بالضعف حيث بدأ الزحف الآشوري أيام الملك آشور أوباليط الأول في أيامه كما وهزم أمامه في معركة سوغاغو، كما أن خطر العيلاميين زاد ضد مملكته، مات في سنة 1308 ق م وتولى الحكم بعده نازي ماروتاش.